# Плавник
Плавни́к — орган или приспособление, используемое для управления движением в водной или иной жидкой среде. Чаще всего имеет плоскую форму. Изначально плавниками называли конечности рыб, но затем значение этого слова расширилось, и оно стало обозначать конечности и других животных, а также некоторые искусственные приспособления.

Внешнее строение Lampanyctodes hectoris:
1 — жаберная крышка
2 — боковая линия
3 — спинной плавник
4 — жировой плавник
5 — хвостовой стебель
6 — хвостовой плавник
7 — анальный (подхвостовой) плавник
8 — фотофоры
9 — брюшной плавник (парный)
10 — грудной плавник (парный)

У рыб и других водных позвоночных плавники служат движителями, стабилизаторами и рулями. Плавники бывают парными (грудные и брюшные) и непарными (спинной, анальный, хвостовый).

## У рыб
По наличию и характеру лучей в плавниках большинства костных рыб составляется плавниковая формула, которая широко используется при их описании и определении. В этой формуле латинскими буквами приводится сокращённое название плавника:
A — анальный плавник,
P — грудной плавник,
V — брюшной плавник,
D — спинной плавник;
римскими цифрами даны числа колючих, а арабскими — мягких лучей.

### Спинной плавник
Нужен в основном для стабилизации тела (предотвращения вращения вокруг продольной оси). У некоторых рыб служит и для защиты (несёт шипы). Есть у большинства рыб, у некоторых бесчелюстных, у некоторых вымерших водных рептилий (ихтиозавров) и некоторых современных водных млекопитающих (у большинства китообразных). У многих рыб и бесчелюстных спинных плавников два: передний и задний.

### Жировой плавник
Особый вид спинного плавника — мягкий, легко сгибаемый, лишённый лучей и богатый жиром. Характерен для лососеобразных, харацинообразных, сомообразных и некоторых других рыб.

### Хвостовой плавник
У большинства водных позвоночных служит основным двигателем. Есть у большинства рыб и бесчелюстных, а также у некоторых вторичноводных животных: у некоторых вымерших водных рептилий (ихтиозавров) и некоторых современных водных млекопитающих (у всех китообразных и сирен).